# Forman (North Dakota)
Forman er en amerikansk by og administrativt centrum for det amerikanske county Sargent County i staten North Dakota. I 2000 havde byen et indbyggertal på 506.

## Ekstern henvisning
- Formans hjemmeside (engelsk) Arkiveret 29. juli 2011 hos  Wayback Machine

46°06′19″N 97°38′14″V / 46.1053°N 97.6372°V